# Круглоозерне
Круглоозе́рне (каз. Круглоозерное) — селище у складі Уральської міської адміністрації Західноказахстанської області Казахстану. Адміністративний центр Круглоозернівської селищної адміністрації.
У радянські часи селище називалось Круглоозерновське або Свистун.
Населення — 5705 осіб (2021; 3782 у 2009, 2942 у 1999, 2680 у 1989).